# راميرو دي ليون كاربيو
راميرو دي ليون كاربيو (بالإسبانية: Ramiro de León Carpio)‏ (12 يناير 1942 - 16 أبريل 2002) كان رئيس غواتيمالا من 6 يونيو 1993 حتى 14 يناير 1996.

## روابط خارجية
- راميرو دي ليون كاربيو على موقع مونزينجر (الألمانية)

- Biography by CIDOB (بالإسبانية)